# وندرش
وندرش (به لاتین: Vendreshë) یک سکونتگاه مسکونی در آلبانی است که در استان اسکراپار واقع شده‌است.